# Pokémon diamante y Pokémon perla
Pokémon Edición Diamante y Edición Perla (en inglés: Pokémon Diamond Version & Pearl Version), conocidos en Japón como Pocket Monsters Diamond & Pearl (ポケットモンスターダイヤモンド & パール  Poketto Monsutā Daiyamondo & Pāru?), son dos videojuegos de rol que representan la cuarta generación de la saga de Pokémon, desarrollados por Game Freak y distribuidos por Nintendo. Fueron lanzados en Japón el 28 de septiembre de 2006 y llegaron a Estados Unidos el 22 de abril de 2007 y a Europa el 27 de julio del mismo año. Tuvieron el debut nipón más exitoso dentro de la franquicia, a la par que la mejor semana de lanzamiento de cualquier juego de Nintendo DS en dicho país. La salida al mercado estadounidense reportó casi el doble de preventas que los anteriores Rojo Fuego y Verde Hoja. Durante el Pokémon Presents del 26 de febrero de 2021 The Pokémon Company anunció unas nuevas adaptaciones de los originales para Nintendo Switch tituladas Diamante Brillante y Perla Reluciente, que finalmente fueron publicadas el 19 de noviembre de ese mismo año.
La región ficticia de Sinnoh —ambientada en Hokkaidō— incluyó 108 nuevas criaturas y es el escenario principal que da lugar al argumento: las aventuras de un entrenador Pokémon en un viaje para completar la Pokédex y convertirse en Campeón de la Liga Pokémon, en tanto que frustra los planes del Equipo Galaxia y se enfrenta al legendario Dialga en Diamante y Palkia en Perla. Los títulos de cuarta generación siguen las convenciones habituales de la saga, donde el jugador maneja a un personaje en perspectiva cenital que se mueve a través de un mapa plagado de criaturas salvajes —que se capturan con Poké Balls— y entrenadores. Los combates consisten en un sistema por turnos y basado en movimientos. Al derrotar a un rival, el equipo del usuario adquiere puntos de experiencia que aumentan el nivel del Pokémon; tras alcanzar cierta cantidad de niveles puede evolucionar y cambiar de forma.
Con las capacidades de la Nintendo DS, los títulos implementaron un sistema de menús táctiles accesibles y permitieron el juego en línea mediante la conexión Wi-Fi de Nintendo. Siguiendo esta línea, una de las mayores novedades de Diamante y Perla fue la Global Trade Station (GTS), que presenta un sistema de intercambios vía internet incluso si el usuario no está conectado. Otros cambios relevantes en el modo de juego incluyen el conjunto de aplicaciones del Poké-Reloj (Pokétch en inglés) y la separación de los movimientos de combate en físicos o especiales independientemente de su elemento. A nivel técnico, el mapa presenta gráficos renderizados en 2D, con detalles en 3D para ciertos elementos. La decisión de preservar el 2D tuvo lugar durante el desarrollo con la intención de mantener la «sensación original» de la franquicia.
Ambos títulos recibieron generalmente reseñas positivas; de acuerdo al sitio web Metacritic, obtuvieron una puntuación global del 85 %. La mayoría de los críticos consideraron que Diamante y Perla no innovaron en historia o mecánicas, pero que seguían siendo unas entregas sólidas. Uno de los aspectos más valorados fue la inclusión de la conexión Wi-Fi, mientras que los gráficos fueron vistos como simples, pero mejorados en comparación con la generación anterior. Sin embargo, el audio no fue bien recibido: IGN afirmó que el apartado de sonido era conservador y no presentaba un gran cambio respecto a los videojuegos previos. El lanzamiento de las entregas supuso una revitalización de la popularidad de la franquicia, y hasta 2017 las copias vendidas ascendieron a 17.67 millones a nivel mundial.

## Modo de juego

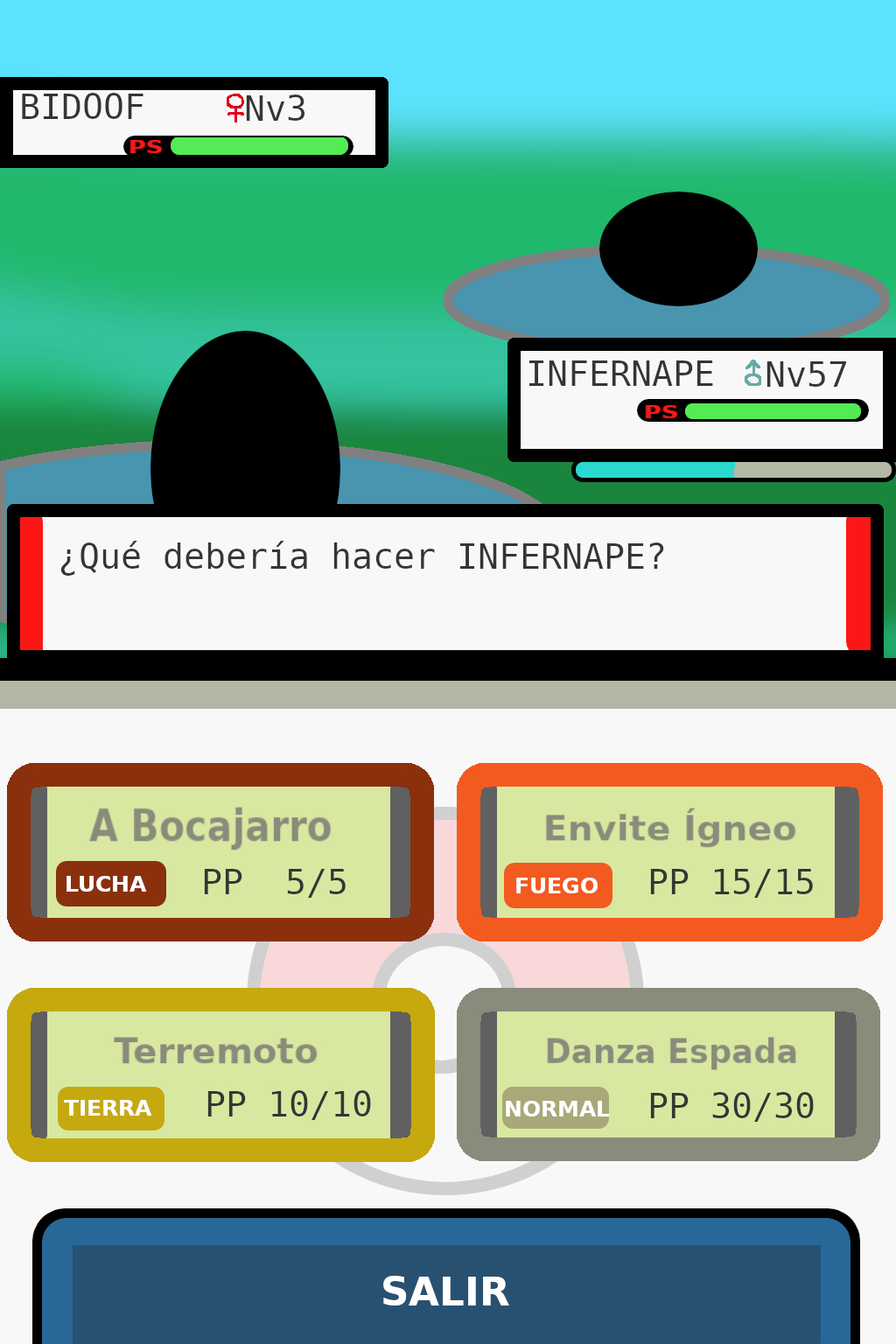
La pantalla de combate en Pokémon Diamante y Perla.

Pokémon Diamante y Perla son videojuegos de rol con elementos de aventura, y su mecánica básica es en gran medida la misma que la de sus predecesores. Al igual que en entregas pasadas de la franquicia, la cámara toma una perspectiva aérea en tercera persona, y consta de tres pantallas básicas: un mapa —donde el jugador navega con el personaje principal—, una interfaz de batalla y el menú —que permite configurar ajustes o modificar el grupo de criaturas—. Al principio de la partida no es posible obtener Poké Balls ni Pokémon, pero el juego permite escoger entre tres como parte de la historia. Una vez que se obtienen las Poké Balls es posible capturar más, que pueden combatir contra otros. Siempre que el personaje principal se encuentra con un Pokémon salvaje o un entrenador lo desafía, la pantalla cambia a una disposición de batalla por turnos donde los equipos luchan. Durante esta, las opciones incluyen usar un movimiento, un objeto, cambiar el Pokémon activo o huir —aunque esta posibilidad se deshabilita contra los entrenadores—. Todos los Pokémon tienen puntos de salud (PS) y reducirlos a cero causa que estos se desmayen e imposibilita que continúen luchando, a menos que sean reanimados en un Centro Pokémon o mediante un objeto. Si el combatiente derrota al contrario, recibe puntos de experiencia. Después de acumular suficientes, subirá de nivel; la mayoría de estos seres evolucionan a una nueva especie cada vez que alcanzan una cierta marca. Sus estadísticas también aumentan cada vez que sube de nivel, además de que aprende nuevos movimientos.
Al igual que luchar, capturar un Pokémon es el elemento más importante de la experiencia. Aunque las criaturas de otros entrenadores no se pueden atrapar, el jugador puede usar diferentes tipos de Poké Balls en uno salvaje durante un encuentro. Una captura exitosa agrega el Pokémon al grupo activo o lo almacena si este ya tiene el máximo de seis en su equipo. Los factores en la tasa de éxito de la captura incluyen los PS del objetivo y la fuerza de la Poké Ball utilizada. Además, infligir ciertos efectos de estado, como el sueño o la parálisis, agrega un multiplicador a la tasa de captura.

### Nuevas características
Al igual que con otras generaciones de la franquicia, Diamante y Perla conservan el modo de juego básico de sus predecesores al tiempo que introducen funciones adicionales. El ciclo de día y noche retoma el sistema de Oro y Plata con la introducción de cinco periodos: mañana, día, mediodía, tarde y noche. Los títulos también añaden varios cambios en la mecánica de batalla. En generaciones anteriores, los movimientos de los Pokémon se clasificaban como «físicos» o «especiales» según su tipo; por ejemplo, todos los movimientos de tipo Fuego eran especiales y todos los movimientos de tipo Tierra eran físicos. A partir de la cuarta generación, sin embargo, los movimientos se clasifican en tres grupos independientes de su tipo. De este modo, los ataques que hacen contacto con el oponente son «físicos», los que no hacen contacto físico son «especiales» y los movimientos que no causan daño se clasifican como «estado».
Algunas de las nuevas funciones de los juegos aprovechan las características de la Nintendo DS. Una de ellas es el Poké-reloj (Pokétch), un reloj inteligente simulado, que reside en la pantalla inferior de la DS y aloja varias aplicaciones, entre las que se incluyen un reloj, una calculadora, un mapa, un contador y un bloc de dibujo, que se obtienen durante el desarrollo de la historia. Debajo de la superficie de Sinnoh se encuentra el Subterráneo, un área amplia utilizada para participar en juegos multijugador de forma inalámbrica; en él, los jugadores pueden crear y decorar bases secretas, que aparecieron por primera vez en Rubí y Zafiro, además de participar en minijuegos. Los elementos extraídos en el subterráneo se pueden transferir a la bolsa del usuario en la superficie. Diamante y Perla también emplean soporte para la conexión Wi-Fi de Nintendo, lo que permite la comunicación a través del chat de voz, intercambiar y luchar en línea. El principal sistema de intercambio reside en la Global Trade Station (GTS), que permite comerciar con personas de todo el mundo. Estos pueden buscar cualquier criatura que hayan visto durante la aventura y pueden ofrecer el suyo propio; si otra persona dispone del Pokémon solicitado y está buscando al ofrecido el trueque se produce de inmediato. Un intercambio no tiene porqué ser instantáneo; se puede dejar una oferta para mostrarla a los demás, incluso cuando el usuario está desconectado. Según el director artístico de la saga, Ken Sugimori, la nueva característica que más lo satisfizo fue la Global Trade Station.

### Concursos Pokémon

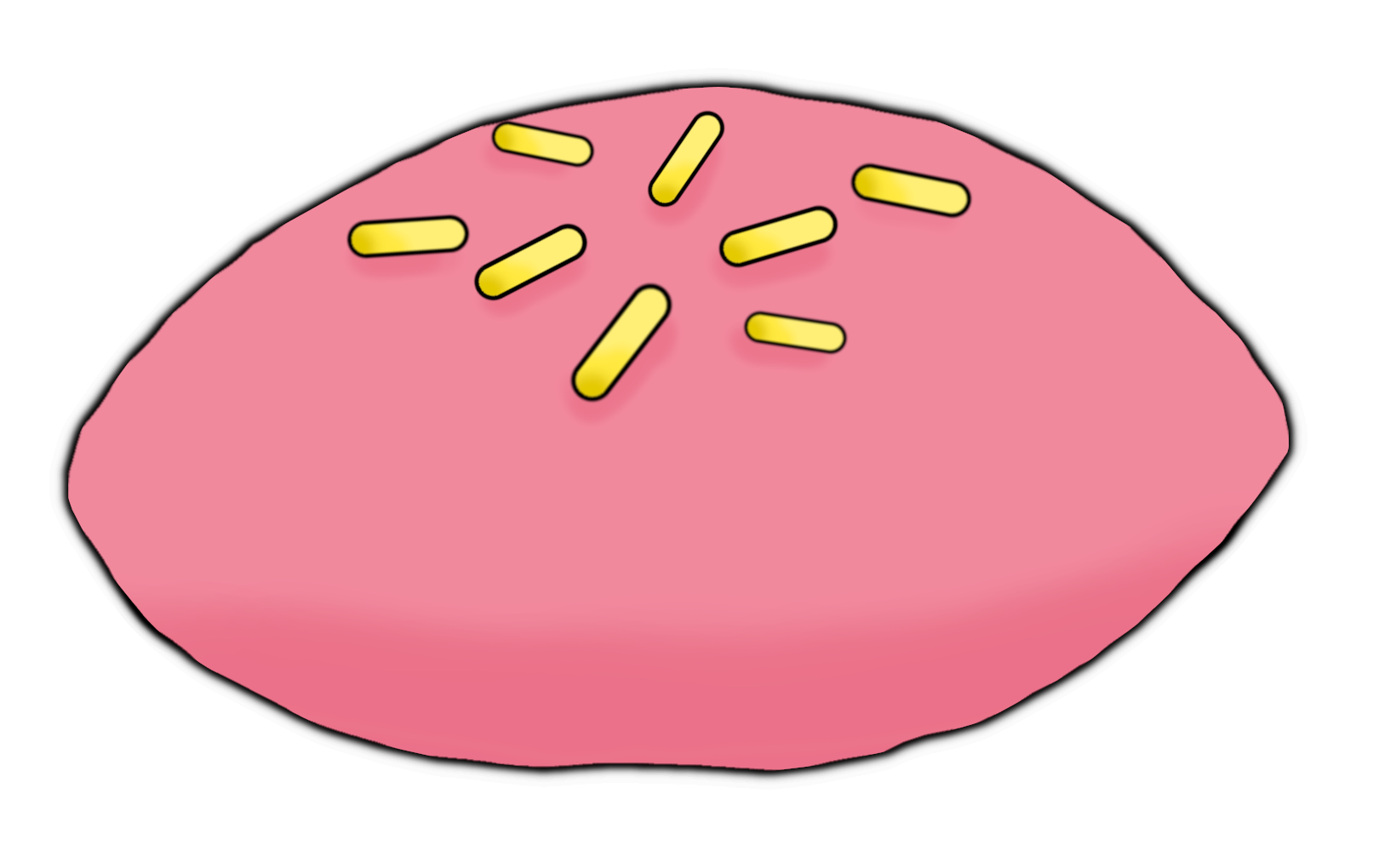
Un pokocho (poffin) de sabor dulce y ácido. Los diferentes tipos, preparados en un minijuego, potencian atributos específicos durante los Concursos Pokémon.

Los Concursos Pokémon son eventos donde los miembros del equipo compiten en un espectáculo para ganar condecoraciones. En Diamante y Perla se celebran en Ciudad Corazón y constan de tres etapas, dos más que los concursos de los juegos de Game Boy Advance. En la etapa «Estilo», los concursantes usan la pantalla táctil de la Nintendo DS para colocar accesorios a sus criaturas y mejorar un rasgo en particular, como «carisma» o «dulzura», y así ganar puntos. A continuación se desarrolla la sección «Baile», donde el participante debe tocar los botones de la pantalla táctil al ritmo de la música. Por último, en la fase «Ejecución» —similar a los concursos de Rubí y Zafiro— los Pokémon usan sus movimientos para atraer a los jueces y al público. Los pokochos (poffin en inglés) son unos bollos a base de bayas que potencian cierta característica que aumenta la probabilidad de victoria en un concurso determinado.

### Conectividad con otros dispositivos
Además de la compatibilidad entre sí, Diamante y Perla ofrecen conexión con la tercera generación de la saga: Pokémon Rubí y Zafiro, Esmeralda, Rojo Fuego y Verde Hoja, Pokémon Ranger y Pokémon Battle Revolution. Después de obtener la Pokédex Nacional en los títulos de cuarta generación, el jugador puede migrar Pokémon de la Game Boy Advance insertando un cartucho de esta consola en su ranura de la Nintendo DS. Una vez que se cargan seis Pokémon del cartucho, se envían al Parque Compi, un área donde el usuario puede capturarlos. Después de completar una misión especial en Pokémon Ranger, es posible enviar un huevo de Manaphy o Riolu. De manera similar, también pueden cargar de forma inalámbrica criaturas de Diamante y Perla a los videojuegos de Wii Pokémon Battle Revolution y My Pokémon Ranch.

## Argumento

### Escenario

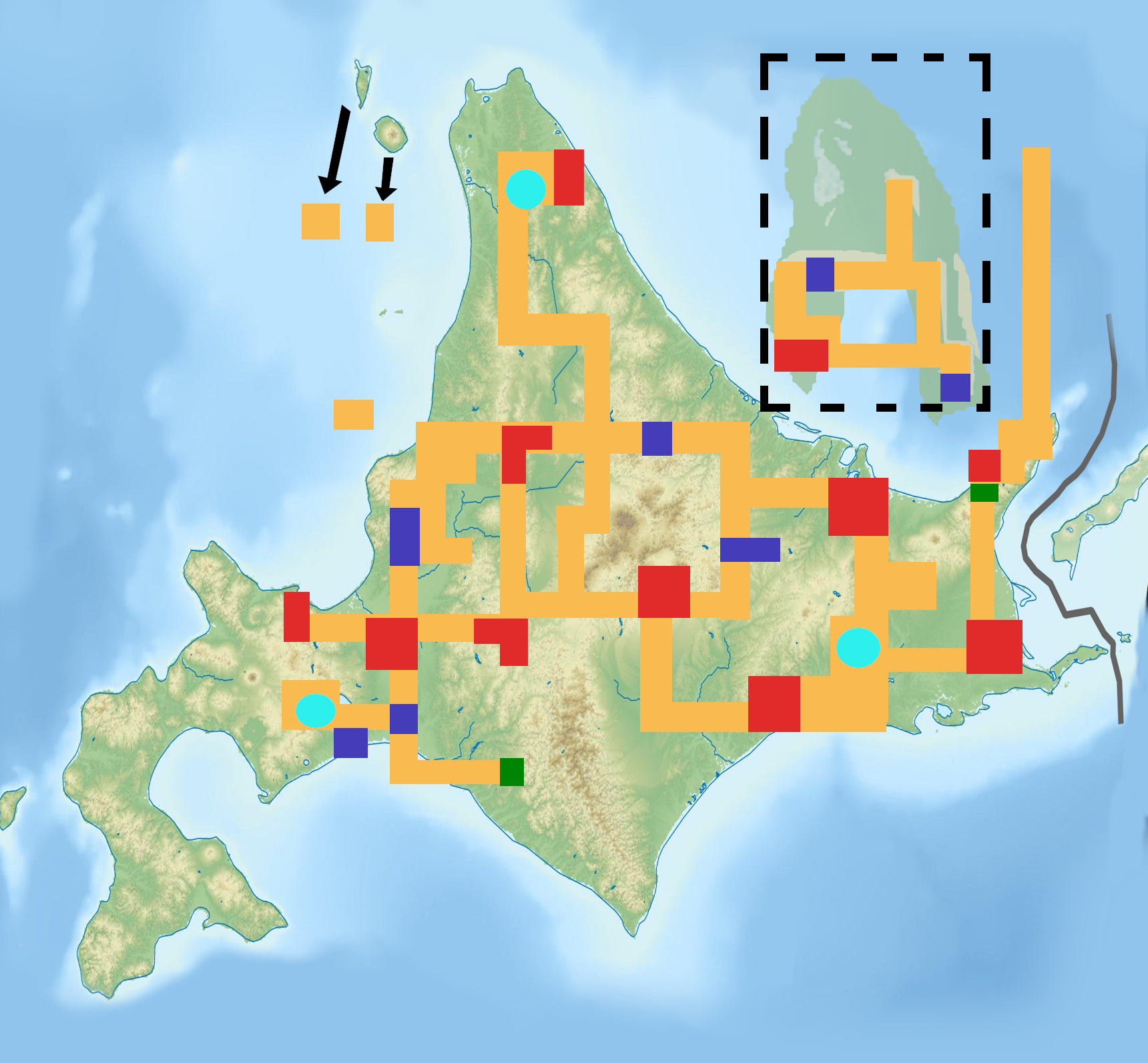
El mapa de Sinnoh superpuesto sobre el de Hokkaidō, isla japonesa que sirvió para crear la región ficticia.

Diamante y Perla están ambientados en la región ficticia de Sinnoh —basada en la isla japonesa de Hokkaidō—, que no está conectada directamente a ninguna otra localización de Pokémon. Grandes montañas cubiertas de nieve dominan la topografía; el Monte Corona, parte de una cadena montañosa, divide la región por la mitad. Sinnoh también se caracteriza por sus vías fluviales, contando con tres lagos principales: Veraz, Agudeza y Valor. Sin embargo, a diferencia de la región de Hoenn, que consta principalmente de rutas acuáticas, solo el 30 % del paisaje local comprende vías de este tipo. Debajo de la superficie de la región se encuentra el Subterráneo, un gran entramado de cuevas y túneles.
Algunas de las poblaciones de la región están inspiradas en lugares reales de Hokkaidō, como es el caso de Ciudad Jubileo, basada en la capital Sapporo. Otros ejemplos son los campos de flores de Pueblo Aromaflor —con similitud a los de Furano— y los lagos de Sinnoh con paralelismos a entornos como el lago Tōya. Entre las ubicaciones del mapa se puede nombrar a Pueblo Hojaverde, Ciudad Pirita, Ciudad Corazón, Ciudad Vetusta, Ciudad Rocavelo, Ciudad Pradera, Ciudad Canal, Ciudad Puntaneva y Ciudad Marina.

### Historia
Diamante y Perla narran las aventuras de un nuevo entrenador Pokémon que busca convertirse en el Campeón de la Liga capturando y entrenando a dichos seres. Como la mayoría de los títulos de la serie, cuentan con ocho gimnasios dirigidos por los Líderes de Gimnasio, entrenadores profesionales cuya experiencia reside en un tipo elemental en particular. Estos sirven como jefes y recompensan a los vencedores de su combate con medallas de gimnasio, clave para el avance de la trama. Al igual que con todas las entregas principales, el protagonista también debe frustrar los planes de un sindicato del crimen, en este caso, el Equipo Galaxia, que planea usar a los Pokémon legendarios para crear un nuevo universo sin emociones mientras destruyen al actual.
Los videojuegos comienzan en la ciudad natal del protagonista, siguiendo la línea de las anteriores generaciones. Después de ver un informe de televisión sobre la búsqueda de un Gyarados rojo, que fue visto en un lago lejano, el personaje principal y su mejor amigo viajan juntos para buscar uno como este en el lago local. Se encuentran al profesor Serbal, un investigador de la evolución Pokémon, y a su asistente, el avatar no seleccionado al inicio de la aventura: Maya o León (Dawn y Lucas en las versiones inglesas). Después de una breve conversación, el profesor y su asistente abandonan el lago y dejan un maletín atrás. Cuando estos son atacados por un Starly salvaje, el protagonista y su rival deciden examinar el maletín y eligen entre uno de los tres Pokémon que se encuentran dentro: Turtwig, Chimchar o Piplup, de tipo Planta, Fuego y Agua respectivamente. Después de derrotar al Starly, el profesor Serbal les ofrece al compañero que escogieron y les pide que se embarquen en un viaje para completar la Pokédex.
Una vez conseguida la primera medalla en el gimnasio de Ciudad Pirita, el Equipo Galaxia hace aparición en Ciudad Jubileo mientras increpan al profesor. El jugador vuelve a encontrarse con los villanos cuando se apoderan de un parque eólico y al establecer una base en Ciudad Vetusta, antes de finalmente tomar el control de los tres lagos de Sinnoh en un intento por capturar a los Pokémon míticos Uxie, Azelf y Mesprit. Poco después de conseguir la séptima medalla de gimnasio, el Equipo Galaxia los captura dentro del laboratorio científico de su sede. Allí, sus miembros extraen sus poderes para crear la Cadena Roja, un objeto que controla al legendario Palkia en Perla o Dialga en Diamante. Después de liberar al trío, se abre el acceso a la Columna Lanza, unas antiguas ruinas en la cima del Monte Corona donde Helio —el líder del grupo villano— convoca a Dialga o Palkia. Sus poderes comienzan a abrumar a Sinnoh, lo que hace que los recién liberados Uxie, Azelf y Mesprit intenten detenerlo. Esto desemboca en un enfrentamiento con el legendario: una vez capturado o derrotado la región vuelve a la normalidad.
El protagonista continúa su viaje y finalmente llega al Alto Mando de la Liga Pokémon. Tras derrotar a los cuatro miembros, vence a la Campeona de la Liga de Sinnoh, Cintia, por lo que se convierte en el nuevo Campeón de la Liga, dando por finalizada la historia principal. A continuación se desbloquea una nueva isla para explorar, que cuenta con nuevas criaturas y un centro de torneos. El rival también aguarda en ese lugar para librar otro combate.

## Desarrollo

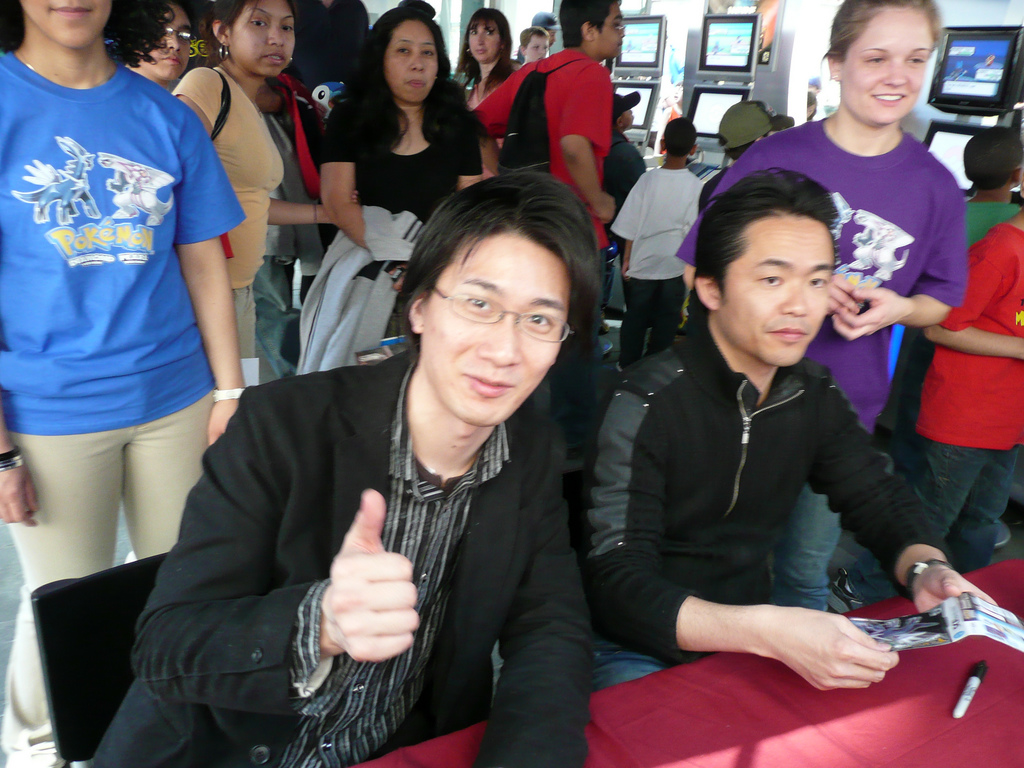
El director Junichi Masuda (derecha) y el diseñador Shigeru Ohmori (izquierda) durante la celebración del lanzamiento estadounidense en Nueva York.

El desarrollo de Diamante y Perla se anunció en una conferencia de prensa de Nintendo en el cuarto trimestre de 2004 junto con la revelación de Pokémon Dash y detalles sobre el lanzamiento japonés de la Nintendo DS. Game Freak desarrolló los juegos y Junichi Masuda se desempeñó como director. Masuda afirmó que «se convertiría en un nuevo tipo de entrega que ofrece una serie de nuevas formas de juego» y que estaba decidido a crear «la versión definitiva de Pokémon». Aunque se esperaba que Diamante y Perla fueran lanzados en Japón en 2005, Nintendo reveló que los desarrolladores todavía estaban trabajando, por lo que se retrasarían hasta 2006. La compañía explicó que ambos títulos podrían comunicarse con las entregas para Game Boy Advance, lo que permitiría a los usuarios transferir sus equipos a los nuevos títulos. Nintendo también anunció que estos harían un uso completo de las capacidades Wi-Fi de la DS, dando pie a que dieciséis personas se comuniquen de forma inalámbrica a la vez. No se publicó más información sobre Diamante y Perla hasta mediados de 2006, cuando el presidente de Nintendo, Satoru Iwata, mencionó que la conectividad con Pokémon Battle Revolution también estaba en desarrollo.
Según Tsunekazu Ishihara, los juegos fueron diseñados teniendo en cuenta las características únicas de la DS, como las capacidades Wi-Fi y la ranura para cartuchos de Game Boy Advance. Los botones de comando en la pantalla de combate son grandes y están codificados por colores; según Masuda, esta característica facilitaría el acceso a los jugadores que no pueden leer. Además, la interfaz de la pantalla táctil se diseñó para animar a los usuarios a utilizar los dedos en lugar del lápiz para manipular la pantalla. Aunque la mayoría de los gráficos muestran formato 2D, algunos de los elementos de fondo están renderizados en 3D. La decisión de conservar gráficos 2D en los títulos generó críticas; en respuesta, Tsunekazu Ishihara aclaró que «queríamos mantener la idea original de que Pokémon era un juego que experimentabas en este gran mapa» y explicó que físicamente, las entregas tenían tres dimensiones, pero estaban diseñadas para «preservar la sensación original». Respondiendo a las críticas sobre el uso de códigos de amigo, Ishihara explicó que era una medida de seguridad tomada para garantizar que los usuarios no pudieran conversar con extraños a través de la conexión Wi-Fi. Nintendo publicó un comunicado que detallaba los fallos encontrados en los lanzamientos japoneses de Diamante y Perla, que provocaban que los avatares se quedaran atrapados en una pared del juego o se perdieran los datos guardados. La compañía lanzó parches a ciertos minoristas en el país para corregir estos errores.
En cuanto a su banda sonora, Nintendo DS Pokémon Diamond & Pearl Super Music Collection cuenta con dos discos con música de Hitomi Sato y Junichi Masuda bajo la supervisión de Go Ichinose, con algunas otras composiciones de Morikazu Aoki. El álbum, lanzado en Japón el 22 de diciembre de 2006, alcanzó el puesto 253 en las listas Oricon de Japón y estuvo en esta durante una semana.

## Lanzamiento
Ambos títulos fueron lanzados en Japón el 28 de septiembre de 2006. Para conmemorar su salida al mercado, Nintendo vendió un DS Lite de edición limitada en las tiendas del Centro Pokémon del país y a través del club de fanes por correo. Las consolas presentaban a las mascotas de las entregas, Dialga y Palkia, pintadas en plateado y dorado respectivamente y con un acabado negro metálico. El 20 de diciembre de 2006, Nintendo of America anunció que el lanzamiento en América del Norte estaba programado para el 22 de abril de 2007, y que aquellos que reservaron sus copias recibirían lápices digitales DS especiales con la marca de algunas de las nuevas criaturas. Poco antes del lanzamiento de los títulos en Norteamérica, The Pokémon Company presentó una demostración limitada de los juegos para el stand de Nintendo en la Game Developer's Conference. Para celebrar la publicación norteamericana, Nintendo anunció una fiesta de lanzamiento en la Nintendo World Store en Rockefeller Plaza en la ciudad de Nueva York. Nintendo of Europe anunció como fecha de lanzamiento el 27 de julio de 2007 para la Unión Europea, y Nintendo Australia anunció la fecha de salida del 21 de junio.
El éxito de los juegos revitalizó la popularidad de la marca Pokémon. George Harrison, entonces vicepresidente de mercadotecnia de Nintendo of America, señaló que las entregas atraían a «personas de todas las edades». Como resultado, la subsidiaria estadounidense abrió una tienda temporal en el Toys "R" Us de Times Square, que vendía artículos con licencia exclusiva de la franquicia, incluidas figuras de acción, peluches, mochilas y ropa. Ronald Boire, presidente de Toys "R" Us, declaró que la tienda planeaba abrir emplazamientos temporales en las 585 ubicaciones nacionales. Además, la filial de Estados Unidos se asoció con Burger King en 2008 para lanzar una campaña promocional en la que la cadena de restaurantes incluía tarjetas coleccionables y accesorios exclusivos con Kids Meals. La promoción duró del 7 de julio al 3 de agosto en el país americano y continuó durante el otoño a nivel internacional.

## Otras versiones

### Pokémon Platino
Diamante y Perla presentan una tercera versión también lanzada para Nintendo DS: Pokémon Edición Platino (en inglés: Pokémon Platinum Version), conocido en Japón como Pocket Monsters Platina (ポケットモンスタープラチナ Poketto Monsutā Purachina?). El lanzamiento de un tercer título ya era costumbre en la franquicia, con videojuegos como Pokémon Amarillo —versión de Azul y Rojo— o Pokémon Cristal —de Oro y Plata—. Tuvo su lanzamiento en Japón el 13 de septiembre de 2008, mientras que llegó a Estados Unidos el 22 de marzo de 2007 y a Europa dos meses después. Aunque mantenga la región de Sinnoh como escenario, entre las principales diferencias respecto a las primeras entregas se encuentra el argumento: en lugar de centrarse en Dialga y Palkia gira alrededor del legendario Giratina. Platino da pie a nuevas localizaciones como el Mundo Distorsión, el Frente Batalla o la Plaza Wi-Fi. Otros cambios incluyen 59 criaturas añadidas a la Pokédex, la reestructuración del orden de los gimnasios, nuevos personajes, renovaciones en la interfaz de los menús y mejoras en la velocidad de movimiento durante ciertas secciones del mapa. Esta versión ha llegado a vender 7.6 millones de copias a nivel mundial, dato que supera a las 7.06 millones de unidades de Pokémon Esmeralda, la tercera versión de Rubí y Zafiro.

### Nuevas adaptaciones
El 19 de noviembre de 2021 fueron lanzadas las adaptaciones de las entregas de cuarta generación: Pokémon Diamante Brillante y Perla Reluciente (en inglés: Pokémon Brilliant Diamond & Shining Pearl), llamados en japonés Pocket Monsters Brilliant Diamond (ポケットモンスター ブリリアントダイヤモンド Poketto Monsutaa buririanto daiyamondo?) y Pocket Monsters Shining Pearl (ポケットモンスター シャイニングパール Poketto Monsutaa shainingu paaru?). Estos títulos son considerados «muy fieles» a los originales, aunque presentan una actualización en el apartado gráfico y novedades que incluyen localizaciones como el parque Hans, la expansión del subsuelo de Sinnoh y otros ajustes en el modo de juego, como que las máquinas técnicas —empleadas para enseñar un movimiento de combate— vuelvan a ser de un solo uso. Durante su primera semana de lanzamiento, las entregas desarrolladas por el estudio ILCA vendieron de forma conjunta seis millones de unidades.

## Recepción
Pokémon Diamante y Perla obtuvieron calificaciones ligeramente más elevadas que Rojo Fuego, Verde Hoja, Rubí y Zafiro. La puntuación más alta fue de 92 por la revista oficial de Nintendo del Reino Unido, mientras que la más baja fue de 67 por Game Revolution. Ryan Davis de GameSpot le dio a los juegos un 8.5 sobre 10 y los definió como «los más completos hasta la fecha»; IGN y GameZone compartieron dicha nota, mientras que GameSpy puntuó con un 4.5 sobre 5. Los títulos recibieron críticas ligeramente más bajas de ComputerAndVideoGames.com que Rubí y Zafiro, pero obtuvieron una calificación «A-» de 1UP.com, una mejora del «B-» de estos últimos.
La mayoría de los críticos coincidieron en que, aunque las mecánicas y la historia no habían cambiado mucho desde el comienzo de la saga, Diamante y Perla seguían siendo atractivos. Ryan Davis de GameSpot mencionó: «Es un poco sorprendente lo bien que se mantiene la fórmula en Diamante y Perla, que es un testimonio de los sólidos fundamentos de la serie, así como de la calidad de la ejecución». La conectividad Wi-Fi de los juegos también obtuvo críticas positivas. 1UP.com calificó la incorporación de la conexión inalámbrica como la «mayor mejora» de las entregas. GameSpot y GameSpy se refirieron a la adición del juego en línea como uno de los puntos positivos y llamaron al sistema «robusto» y «probablemente la característica nueva más significativa».
El aspecto visual generalmente recibió críticas positivas. GameSpot elogió la combinación de formatos 2D y 3D, y GameZone afirmó que los gráficos eran «mejores de lo que había imaginado originalmente» y que «un título de la serie nunca se había visto tan bien en una computadora de mano». GameSpy mencionó que las visuales, aunque simples, hicieron que el mapa fuera «un placer para explorar». El audio no fue tan bien recibido: IGN afirmó que los gritos de las criaturas «todavía chirrían con el estilo de la Game Boy original» y que la música, aunque «más avanzada», «no fue mucho más allá de la calidad de la GBA». GameZone también sintió que los sonidos no se habían actualizado, declarando que «Esta [el audio] es la única área que no ha dado un paso adelante. Permanece estancado y no muestra ninguna progresión sobre los títulos de GBA». GameSpot citó los sonidos «reciclados» de los títulos como uno de los puntos negativos.

### Ventas
Publicados por primera vez en Japón en 2006, Diamante y Perla cuentan con la semana de lanzamiento más exitosa de la serie y la mejor semana de salida para cualquier juego de Nintendo DS en el país nipón. En cuarenta y seis días, ambos vendieron tres millones de unidades y fueron los títulos de su consola que más rápido alcanzaron esa marca; a finales de año, el número aumentó a cinco millones de unidades en poco menos de tres meses, lo que los convirtió en los juegos de la saga más vendidos en Japón. En los Estados Unidos, los pedidos anticipados de Diamante y Perla superaron los 533 000, casi el doble de los números de preventa de Rojo Fuego y Verde Hoja. A los cinco días de su lanzamiento alcanzaron alrededor de un millón de copias y fueron los títulos de la saga más vendidos en su salida hasta la publicación de Pokémon Platino. Fueron los séptimos videojuegos más vendidos de 2007, con alrededor de 4.27 millones de unidades en los Estados Unidos; a principios de 2009, las ventas superaron los 5.3 millones ejemplares. Hasta el 30 de septiembre de 2017, Diamante y Perla combinados habían vendido 17.67 millones de copias a nivel mundial: sus ventas totales superan por un millón a Rubí y Zafiro y por unos seis millones a las de Rojo Fuego y Verde Hoja. Los juegos también impulsaron las ventas de hardware en Estados Unidos, lo que estimuló las compras de 471 000 unidades de Nintendo DS, que a su vez provocó que las ventas de videojuegos en abril de 2007 aumentaran un 20 % con respecto a abril de 2006. En Europa, los títulos saldaron alrededor de 1.6 millones de unidades distribuidas en tan solo siete semanas de su lanzamiento, y encabezaron las listas en España, Alemania y el Reino Unido. En Japón y Estados Unidos hubo más de diez millones de intercambios de Pokémon a través de la conexión Wi-Fi.